# 麦克·埃斯皮

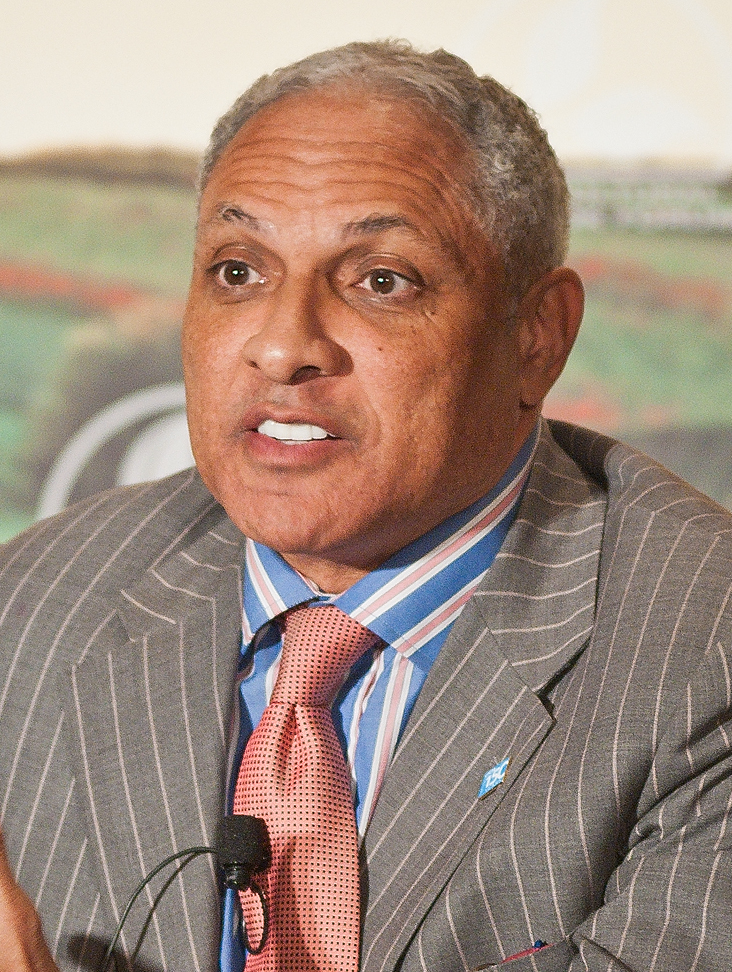
阿方索·麦克·埃斯皮

阿方索·麦克·埃斯皮（英語：Alphonso Michael Espy，1953年11月30日—），民主党，是非洲裔美国人，曾担任美国农业部长。